# Fassade
Fassade es un álbum de estudio de la agrupación alemana Lacrimosa, publicado en 2001. Casi todas las canciones están en alemán, excepto "Senses", interpretada por Anne Nurmi.

## Canciones
01.- Fassade 1º Satz - Fachada 1º movimiento
02.- Der Morgen danach - La mañana siguiente
03.- Senses - Sentidos
04.- Warum so tief? - Por qué tan profundo?
05.- Fassade 2º Satz - Fachada 2º movimiento
06.- Liebesspiel - Juego de amor
07.- Stumme Worte - Palabras mudas
08.- Fassade 3º Satz - Fachada 3º movimiento
Bonus Track (México).- Nichts Bewegt Sich
Bonus Track (México).- Vankina
Bonus Track (Japón).- Promised Land

## Der Morgen danach
Es un sencillo desprendido de Fassade. Consta de las siguientes canciones:
1.- Der Morgen danach - La mañana siguiente
2.- Der Morgen danach (metus version)
3.- Nichts bewegt sich - Nada se mueve
4.- Vankina